# Anders Hammarsjö
Anders Algot Hammarsjö (ursprungligen Karlsson), född 27 november 1905 i Karlstads församling, Värmlands län, död 14 februari 1976 i Frykeruds församling, Värmlands län, var en svensk militär.

## Biografi
Anders Karlsson avlade studentexamen i Göteborg 1925 och antog släktnamnet Hammarsjö 1928. Han avlade officersexamen vid Krigsskolan 1928 och utnämndes samma år till fänrik vid Älvsborgs regemente, där han befordrades till underlöjtnant 1930 och till löjtnant 1931. Han studerade vid Krigshögskolan 1934–1936, utnämndes till kapten i Generalstabskåren 1938 och tjänstgjorde vid Norrbottens regemente 1944–1946. Därefter befordrades han till major i Generalstabskåren 1946, var stabschef vid staben i II. militärområdet 1946–1949, var chef för Armésektionen i Försvarets kommandoexpedition 1949–1952, befordrades till överstelöjtnant i Generalstabskåren 1950 och  tjänstgjorde vid Hälsinge regemente 1952–1955. År 1955 befordrades Hammarsjö till överste, varpå han var befälhavare för Karlstads försvarsområde 1955–1966.

## Utmärkelser
- Riddare av första klass av Svärdsorden, 1947.[8]
- Riddare av första klass av Vasaorden, 1950.[9]
- Kommendör av Svärdsorden, 6 juni 1962.[10]
- Kommendör av första klass av Svärdsorden, 4 juni 1965.[11]